# Vivek Ramaswamy
Vivek Ganapathy Ramaswamy (Cincinnati, 9 agosto 1985) è un imprenditore e giornalista statunitense candidato per le elezioni primarie del Partito Repubblicano del 2024. Classificato nel 2016 dalla rivista Forbes come il 24° imprenditore più ricco sotto i 40 anni con un patrimonio stimato di 600 milioni di dollari, Ramaswamy è un imprenditore i cui investimenti sono concentrati verso l'industria biotecnologica e farmaceutica in quanto fondatore di Roivant Sciences..

## Biografia
Ramaswamy è nato a Cincinnati, Ohio, nel 1985 da genitori immigrati indiani. Suo padre era un ingegnere alla General Electric, mentre sua madre lavorava come psichiatra geriatra. Sono arrivati negli Stati Uniti dal sud dell'India prima che Vivek nascesse nel 1985. Cresciuto in Ohio, Vivek è un abile pianista ed un tennista di livello nazionale. Si è laureato in biologia all'Harvard College, poi ha studiato legge alla Yale Law School. Ha lavorato in un hedge fund, poi ha fondato un'azienda farmaceutica, Roivant Sciences, dove ha guadagnato centinaia di milioni di dollari.

## Controversie
Durante il primo dibattito delle primarie repubblicane tenutosi a Milwaukee il 23 agosto 2023 ha detto che l'agenda sul cambiamento climatico "è una truffa", riferendosi alle politiche legate alla questione, ma specificando in altre occasioni che il cambiamento climatico sia un fatto reale e che l'ambiente vada protetto. Precedentemente, durante un'intervista alla CNN, ha detto che il governo americano non ha fornito tutta la verità sugli attacchi terroristici dell'11 settembre 2001.